# Юліус Шоппе
Юліус Шоппе, відомий також як Юліус Шоппе Старший (нім. Julius Schoppe, 27 січня 1795, Берлін — 30 березня 1868, Берлін) — німецький художник і графік, портретист епохи бідермаєра.

## Біографія
Народився у сім'ї ювеліра. З 1810 по 1817 навчався в Берлінській академії мистецтв у Семуеля Роселя. У 1815—1816 р. перебував у Відні. Після закінчення академії поїхав до Риму, де мешкав до 1822 р., вивчаючи італійське мистецтво, копіюючи твори таких майстрів Відродження, як Рафаель, Тіціан, Корреджо. Виконані ним сім копій картин Рафаеля увійшли до колекції короля Пруссії Фрідріха Вільгельма IV і перебували в оранжереї Сан-Сусі.
У 1825 р. Ю. Шоппе повернувся до Берліна в 1825 році і був прийнятий до членів Академії. У 1836 р. став професором Берлінської академії мистецтв.

## Творчість
Автор пейзажів, історичних та жанрових полотен. Визнаний майстер портрета.
Брав участь у розписі інтер'єрів, розроблених Карлом Фрідріхом Шинкелем, у тому числі чайної кімнати для дружини короля Єлизавети Людовіки Баварської у Міському палаці Берліна, вестибюлю Нового павільйону палацу Шарлоттенбург та ін.
Відомий також, як автор оригінальної серії «живих картин», споглядання яких зачаровує: стільки витонченості та легкості у зображених живописцем фігурах, вони так достовірно анатомічно зображені, що здається, що через момент-другий вони справді оживуть.

## Галерея

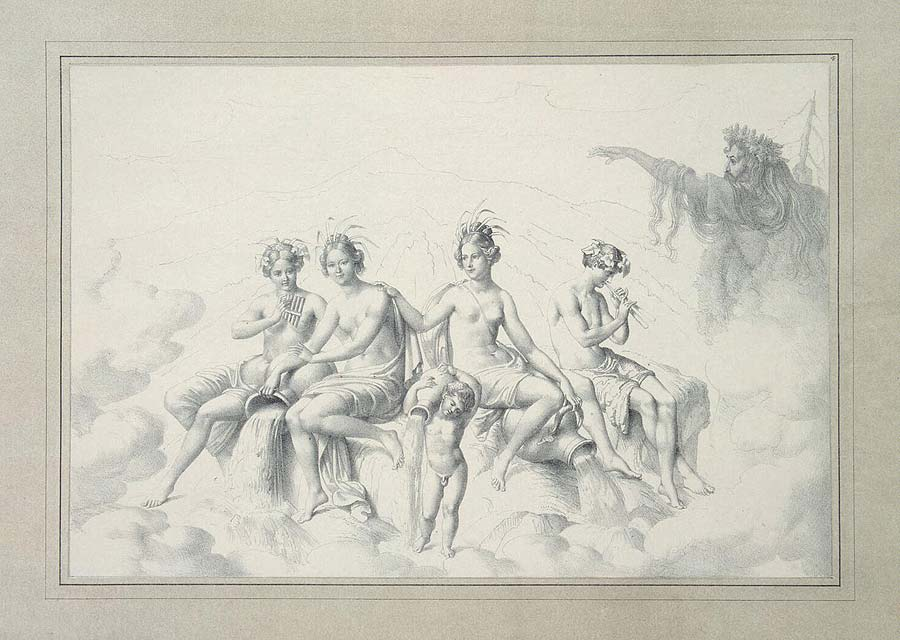
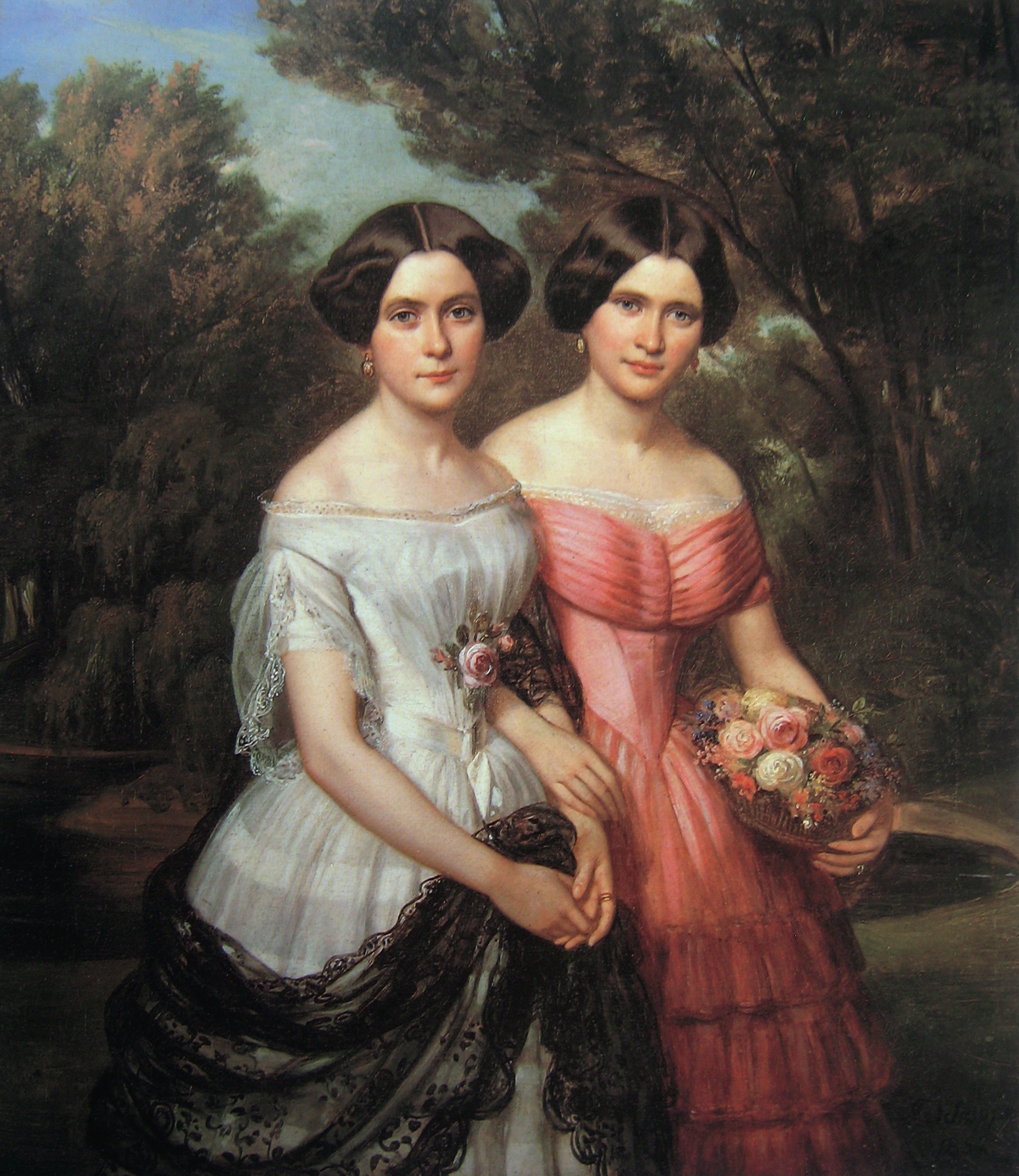
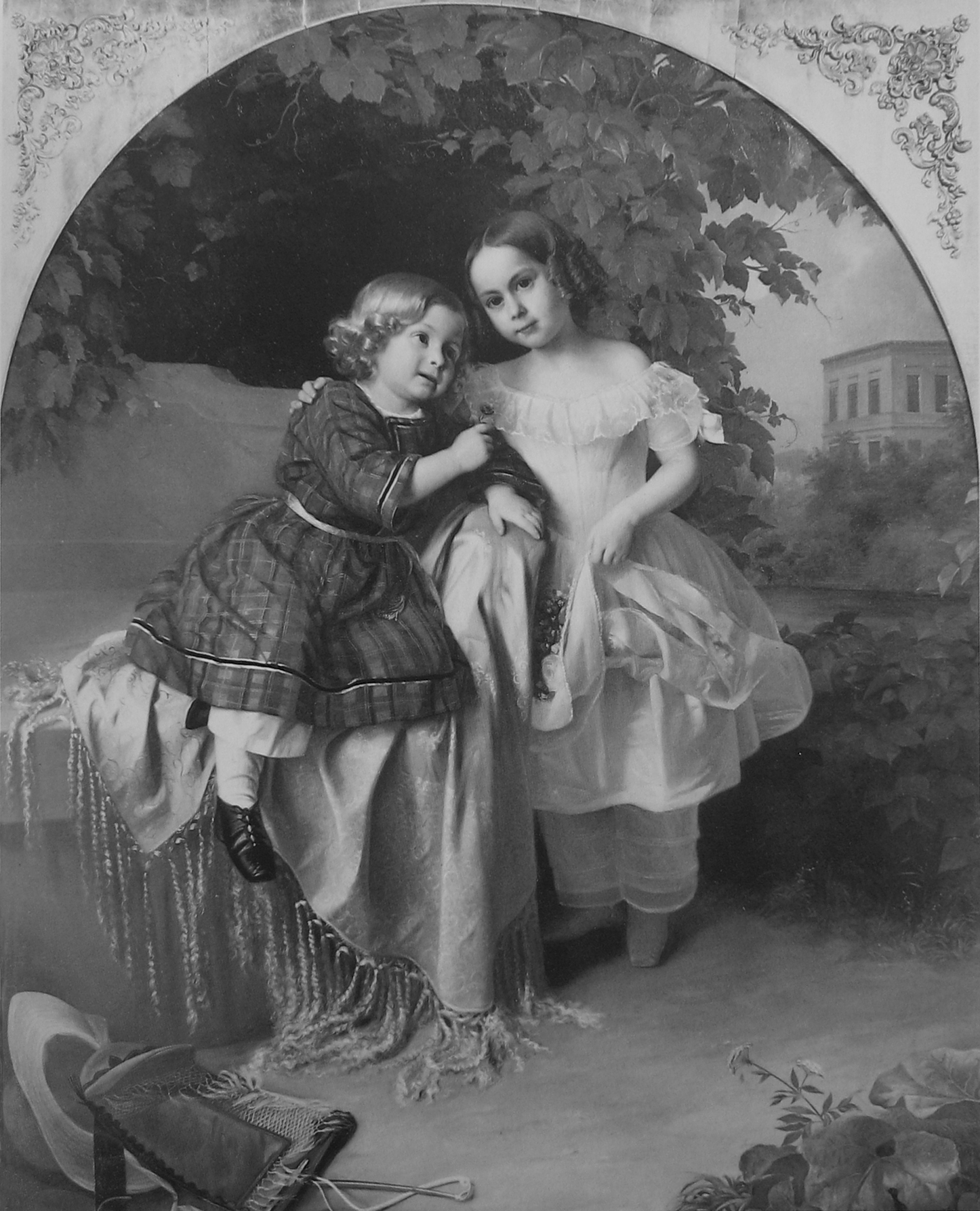
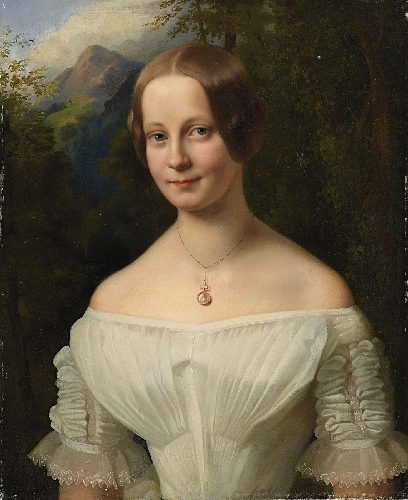
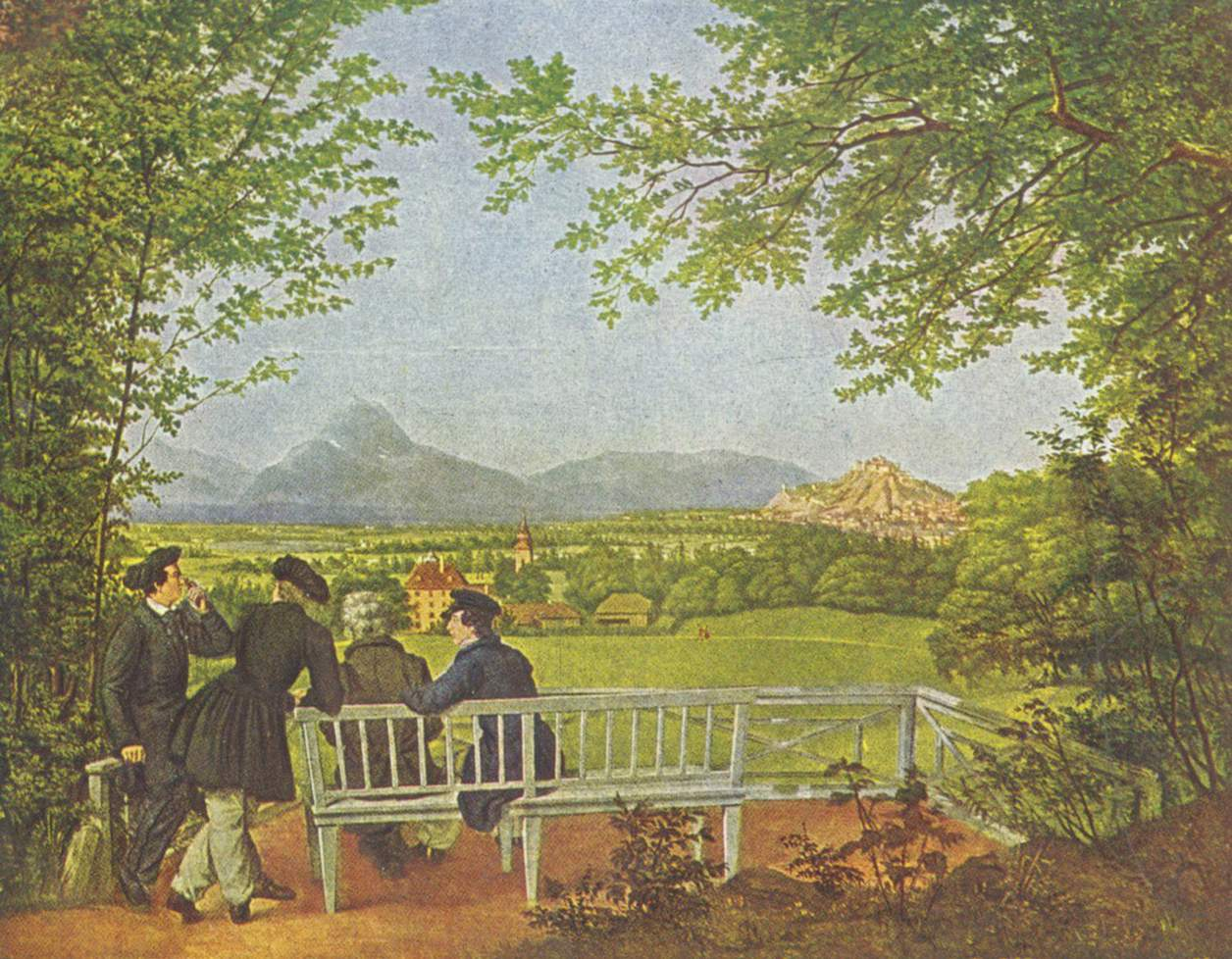